# XRISM

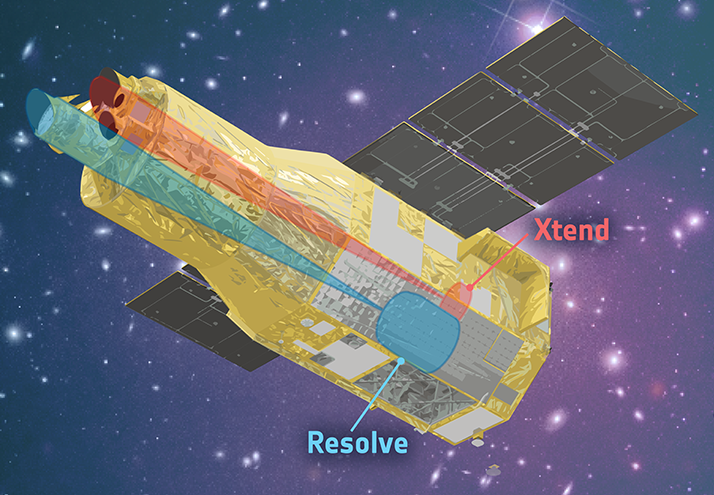

XRISM(크리즘, X-Ray Imaging and Spectroscopy Mission, 엑스선 이미징 및 분광학 임무, 구 XARM, X-ray Astronomy Recovery Mission)은 미국 항공 우주국(NASA)과 협력하여 일본 우주항공연구개발기구(JAXA)가 진행하는 엑스선 우주망원경 임무이다. 우주의 구조 형성, 은하 핵의 유출, 암흑 물질 연구에 획기적인 발전을 제공한다. 현 시대의 유일한 국제 엑스선 관측 프로젝트인 XRISM은 제임스 웹 우주 망원경, 페르미 감마선 우주망원경, 아타카마 대형 밀리미터 집합체(ALMA)과 유사한 엑스선 천문학 분야의 차세대 우주 망원경으로 기능한다.
이 임무는 현재의 엑스선 망원경(찬드라 엑스선 관측선, XMM-뉴턴)과 미래의 X선 망원경(ATHENA) 사이의 잠재적인 관찰 기간 격차를 피하기 위한 임시방편이다. XRISM이 없으면 2020년대 초 히토미의 손실로 인해 X선 천문학에 공백 기간이 발생할 수 있다. XRISM/XARM은 공식화 과정에서 "ASTRO-H 후속 제품" 또는 "ASTRO-H2"로도 알려졌다.

## 같이 보기
- 제23호 과학위성 스자쿠
- 엑스선천문학